# Suuri Ropanjärvi
Suuri Ropanjärvi är en sjö i kommunen Leppävirta i landskapet Norra Savolax i Finland. Sjön ligger 81,8 meter över havet. Den är 17 meter djup. Arean är 62 hektar och strandlinjen är 7,24 kilometer lång. Sjön  ingår i Vuoksens huvudavrinningsområde.   Den ligger omkring 49 kilometer sydöst om Kuopio och omkring 320 kilometer nordöst om Helsingfors. 